# Maurice Pedergnana
Maurice Richard Harvey Pedergnana (* 20. September 1964 in Winterthur) ist ein schweizerisch-kanadischer Ökonom.

## Leben
Pedergnana studierte von 1984 bis 1988 an der Universität St. Gallen Wirtschaftswissenschaften. Von 1992 bis 1993 war er als Stipendiat an der Sophia-Universität in Tokio. Zurück an der Universität St. Gallen promovierte er mit einer Dissertation über «Wettbewerbsfähigkeit und Erfolgsfaktoren von schweizerischen Unternehmungen in fremden Märkten (am Beispiel Japan)».
Von 1989 bis 1991 arbeitete er als Assistent beim Malik Management Zentrum in St. Gallen. Anschliessend war er bis 1996 Unternehmensberater im Bereich Kleine und mittlere Unternehmen bei Creative Consulting. Von 1997 bis 2000 war er bei der Viability Consulting AG, wo er als Berater im Bereich Controlling und Management-Informationssysteme für öffentliche Institutionen tätig war. Ausserdem hielt er zwischen 1997 und 2001 Vorlesungen an der Zürcher Hochschule für Angewandte Wissenschaften in Winterthur.
Seit 2000 ist Maurice Pedergnana an der Hochschule Luzern tätig, wo er in einer teilzeitlichen Anstellung eine Professur innehat. Er leitete viele Jahre lang den Nachdiplom-Lehrgang MAS Bank Management. Bis 2013 war er stellvertretender Leiter des Instituts für Finanzdienstleistungen Zug IFZ (mit circa 70 Angestellten). Zusätzlich ist er im Auftrag des IFZ und in den Räumlichkeiten der Hochschule Luzern Geschäftsführer der Swiss Private Equity & Corporate Finance Association SECA und gehört diversen Verwaltungsräten an (Viability Consulting AG, IG Bank (Switzerland) und Uniserv AG). Von 1999 bis 2011 war er Mitglied im Bankrat der Zürcher Kantonalbank.
Sein Schwerpunkt gilt heute seiner geschäftsführenden Funktion in der Zugerberg Finanz AG in Zug, wo er als Chefökonom wirkt und den Anlageausschuss leitet.
Pedergnana ist geschieden von Jacqueline Fehr und hat zwei erwachsene Kinder. Er lebt in Zug.

## Publikationen
- Asset Allocation and Private Markets: A Guide to Investing with Private Equity, Private Debt, and Private Real Assets, Wiley 2021 (mit Cyril Demaria et al.); 320 Seiten, DOI.
- Perspektiven für die Vermögensvermehrung. Von der Analyse zur Anlage, 2016 (unter redaktioneller Mitarbeit von Andreas Duffé).
- SECA Yearbooks 2010–2022, SECA (mit Beiträgen u. a. von Maurice Pedergnana)
- Venture Capital Manifest 2010. SECA Verlag, Zug 2010 (mit Christoph Banik)
- Finanzmarktkrise: Auslöser, Ursachen, Wirkungen. DFRVB, Fribourg 2009 (mit Nicolas Bürkler und Aldo Greca)
- Strategisches Investment Management. Haupt Verlag, Bern 2008, 220 Seiten. (mit Cuno Pümpin)
- Le capital-investissement suisse: acteurs, investissement et performance. SECA Verlag, Zug 2009, 100 S. (mit Cyril Demaria)
- Hybride und mezzanine Finanzierungsinstrumente: Möglichkeiten und Grenzen. Haupt Verlag, Bern 2008, 240 Seiten (mit Christoph Banik, Matthias Ogg).
- Mezzanine Finance. Eigenverlag IFZ, Zug 2004, 110 Seiten. (mit Beat Barthold, Oliver Müller)
- Kreditmarkt Schweiz. Eigenverlag, Zug 2004, 444 Seiten. (mit Christoph Schacht als Co-Herausgeber)
- Kreditbeziehungen zwischen Banken und KMU – Eine empirische Analyse unter besonderer Berücksichtigung der strukturellen Veränderungen im schweizerischen Kreditmarkt. Eigenverlag IFZ, Zug 2004, 496 Seiten. (mit Christoph Schacht, Christoph Sax)
- Kantonalbanken im Vergleich 2004. Eigenverlag IZF, Zug 2004, 596 Seiten. (mit Daniel Piazza)
- Banks & Brands. Haupt Verlag, Bern/Stuttgart/Wien 2003, 483 Seiten. (mit Martin Schneider, Stefan Vogler als Co-Herausgeber; Get Abstract Rating: Gesamt-Rating 8, Umsetzbarkeit 9, Innovationsgrad 7, Stil 8)
- Vision einer sozialen Schweiz. Haupt Verlag, Bern/Stuttgart/Wien 1996. Eine Studie im Auftrag und herausgegeben von der Schweiz. Vereinigung für Zukunftsforschung. (mit Peter Füglistaler)
- Zeit für Arbeitsteilung: Das ungenutzte Potential für Wirtschaft und Gesellschaft Ein Leitfaden für Unternehmen, Frauen und Männer Winterthur 1995. (gemeinsam mit Franziska Frohofer, Susanne Schmid)
- Wege zu einer sozialen Schweiz. Orell Füssli Verlag, Zürich 1993. (mit Peter Füglistaler)
- Der japanische Markt – Wettbewerbsmerkmale, Erfolgsfaktoren und Rahmenbedingungen dargestellt am Beispiel von Schweizer Unternehmen. Hallstadt Verlag Baden-Baden 1993. (Dissertation an der Universität St. Gallen)
- Aids – Zur Entwicklung in der Schweiz bis 1995: Ergebnisse eines interdisziplinären Seminars an der Hochschule St. Gallen über gesundheitsökonomische, gesundheitspolitische und gesundheitsrechtliche Zukunftsprobleme von AIDS. Huber Verlag, Bern 1988. (mit Hans Schmid, von Wartburg als Co-Herausgeber – Vorwort von Bundesrat Flavio Cotti).